# 愛知県立瑞陵高等学校
愛知県立瑞陵高等学校（あいちけんりつ ずいりょうこうとうがっこう、英: Aichi Prefectural Zuiryo High School）は、愛知県名古屋市瑞穂区北原町にある県立の高等学校。

## 概要
普通科、理数科及び食物科からなる。
食物科は県内の公立高校では唯一の学科である（私立高校では修文学院高等学校には食物調理科(男女共学)が、藤ノ花女子高等学校には食物科(女子のみ)が設置されている）。文理選択は2年生からである。

## 沿革

### 旧・愛知県立第五中学校→愛知県立熱田高等学校
- 1907年（明治40年）
  - 1月22日 - 文部省から愛知県立第五中学校の設置が認可。
  - 4月15日 - 「愛知県立第五中学校」として開校。
- 1922年（大正11年）5月1日 - 「愛知県熱田中学校」に改称。学生紛争（9月）[1]。
- 1925年、5年生を中心とした学生紛争（7月）。
- 1940年（昭和15年）2月 - 夜間中学校（熱田第二中学校）を併設。
- 1948年（昭和23年）4月1日 - 学制改革により、新制高等学校「愛知県立熱田高等学校」（男子校）が発足。

※ 現在の愛知県立熱田高等学校と関係はない。

### 旧・愛知県立名南高等学校
- 1940年（昭和15年）4月1日 - 「愛知県実務女学校」が開校。
- 1945年（昭和20年）4月 - 「愛知県女子商工学校」に改称。
- 1948年（昭和23年）4月1日 - 学制改革により、新制高等学校「愛知県立名南高等学校」が発足。

### 旧・愛知県立貿易商業高等学校
- 1941年（昭和16年）6月 - 「愛知県貿易商業学校」が開校。
- 1944年（昭和19年）1月 - 貿易商業学校の募集を停止。
- 1946年（昭和21年）2月 - 貿易商業学校の募集を再開。
- 1948年（昭和23年）4月1日 - 学制改革により、新制高等学校「愛知県立貿易商業高等学校」が発足。

### 統合後
- 1948年（昭和23年） 10月1日 - 上記3校と愛知県立愛知商業高等学校の計4校が統合され、総合制高等学校「愛知県立瑞陵高等学校」（現校名）[注 1]となる。
  - 普通科、家庭科、商業科を設置。
- 1951年（昭和26年）- 愛知県立愛知商業高等学校が分離・独立 [注 2]。
- 1960年（昭和35年）4月1日 - 商業科の募集を停止。
- 1963年（昭和38年）4月1日 - 家庭科を食物科に転科。
- 1973年（昭和48年）4月1日 - 学校群制度による1期生入学。熱田高校と名古屋10群、市立桜台高校と名古屋11群を組む。
- 1989年（平成元年）4月1日 - 複合選抜入試制度による1期生入学。尾張2群Bグループに属する。
- 2007年（平成19年）4月1日 - 普通科に「コスモサイエンス・コース」を設置。
- 2008年（平成20年）4月 - 愛知スーパーハイスクール研究指定推進事業における研究校の指定を受ける（2010年までの3年間）。
- 2012年（平成24年）10月26日 - 日本・イスラエル国交60周年記念植樹式。
- 2016年（平成28年）11月4日 - 名古屋市により「杉原千畝　人道の道」が設定され、正門横に銘板が設置される。銘板設置記念式典が行われる。
- 2017年（平成29年）6月28日 - 瑞陵高校の旧正門を含む13校の門柱（愛知県立旧制学校の門柱）が登録有形文化財に登録される[3]。
- 2017年（平成29年）5月 - あいちSTEM教育推進事業研究指定校に指定される。
- 2018年（平成30年）10月12日 - 杉原千畝広場（センポ・スギハラ・メモリアル）完成記念式典を開催。
- 2019年（令和元年）11月6日 - 県教委が定時制の次年度からの新入生募集停止を発表[4]。
- 2022年（令和4年）3月 - 定時制課程を廃止。
- 2022年（令和4年）4月 - 理数科設置[5]。
- 2022年（令和4年）6月29日 - 感喜堂が登録有形文化財に登録される。

## 教育目標
- 知・徳・体の調和がとれた、心身ともに健康な人間を育成する。
- 幅広い知識と教養をもち、伝統・文化を尊重するとともに国際社会に貢献できる人間を育成する。
- 自由とともに規律と義務を尊び、自主・自律の精神とともに共生と公共の精神を 身に付けた人間を育成する。
- 礼節を重んじ自他を敬愛するとともに、自然と環境を大切にする人間を育成する。

## 学科

### 全日制

#### 普通科

##### 普通コース
各学年7クラス（280人）第二学年から文系と理系に分かれる。STEM教育推進事業研究指定校指定に伴い、課題解決型の授業が2年生のカリキュラムに組み込まれるようになった。

##### コスモサイエンスコース
各学年1クラス（40人）「コスモサイエンス」は「コスモポリタン（国際人）」と「サイエンス」を合わせた複合語である。科学技術を通して世界に貢献できる、自然科学に関する知識、態度、幅広い視野、 そして国際的視野を兼ね備えた人材の育成を目的として設置され、理数系の授業に特に重点を置いている。2022年に普通科から独立して理数科となる。独立大学や研究機関と連携した自然科学に関する特別講座（校外・校内実習、特別講義等）を3年間で約30テーマ行う。理数科への改変のため新入学生の募集は2021年度一杯となる。
主な連携先
- 名古屋大学
- 名古屋市立大学
- 豊田工業大学
- 中部大学

#### 食物科
各学年1クラス（40人）栄養理論と高度な調理技術を取得できるようカリキュラムが組まれている。3年間にわたって中国料理・西洋料理・日本料理を講師を招いて学び、3年生では課題研究発表会なども行う。在学中に全国高等学校家庭科食物調理技術検定4級から1級と全商協会ビジネス文書実務検定3級から1級を受検する。普通科とは別棟の食物科棟があり、通常の教室の他、調理室や被服室、コンピュータ室などを備えている。

#### 理数科
各学年1クラス(40人)。2022年（令和4年）度に新設。普通科のコスモサイエンスコースが独立。理数教科に関する系統的な探究活動を通して、多角的・複合的に事象を捉えて課題を解決する力や、新たな価値を生み出す創造的な力を身に付け、ものづくり産業を含む科学技術分野の研究や開発を支える人材の育成を目指す。

## 行事
- 4月：実力考査、入学式
- 5月：中間考査、修学旅行、遠足
- 6月：期末考査
- 7月：前期体育的行事（前期球技大会）、Zuiryo Science Week
- 8月：実力考査、食物科体験入学
- 9月：記念祭（体育祭、文化祭、後夜祭）
- 10月：中間考査、学校説明会
- 11月：期末考査
- 12月：期末考査、食物科課題研究発表会
- 1月：実力考査
- 2月：学年末考査
- 3月：卒業式、文化的行事、後期体育的行事（球技大会）

## 構内

### 感喜堂

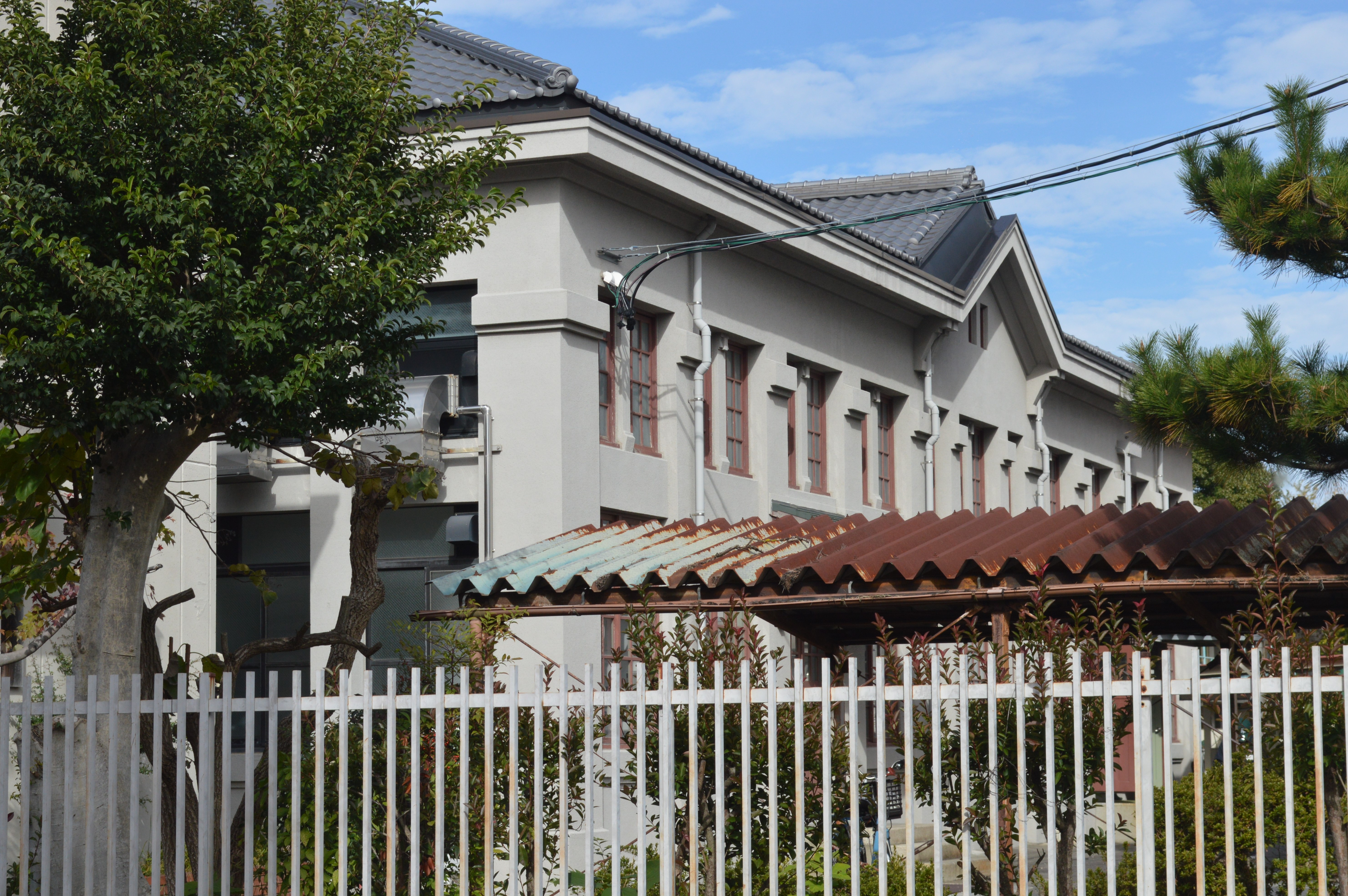
感喜堂

感喜堂という名の講堂があり、名古屋市内最古の講堂とされる。
1924（大正13）年に愛知商業学校の講堂として建設され、1948年（平成23年）には瑞陵高校の講堂となった。1964年（昭和39年）には校内図書館となり、同年には定時制給食室として改修された。
2011年（平成23年）3月11日の東日本大震災を受けて校舎の耐震化が計画され、一時は取り壊しの可能性もあったが、同窓会主導による講堂の保存運動の結果、愛知県知事と名古屋市長が視察し、2014年（平成26年）3月に愛知県議会で保存が決定された。2015年（平成27年）3月に講堂の耐震強度補強工事が完成し、同年9月には生徒用の自習スペースが設けられ、記念式典も行われた。
2022年（令和4年）6月29日、感喜堂が登録有形文化財に登録された。愛知登文会などによる「あいちのたてもの博覧会」（あいたて博）では感喜堂の見学会も開催されている。

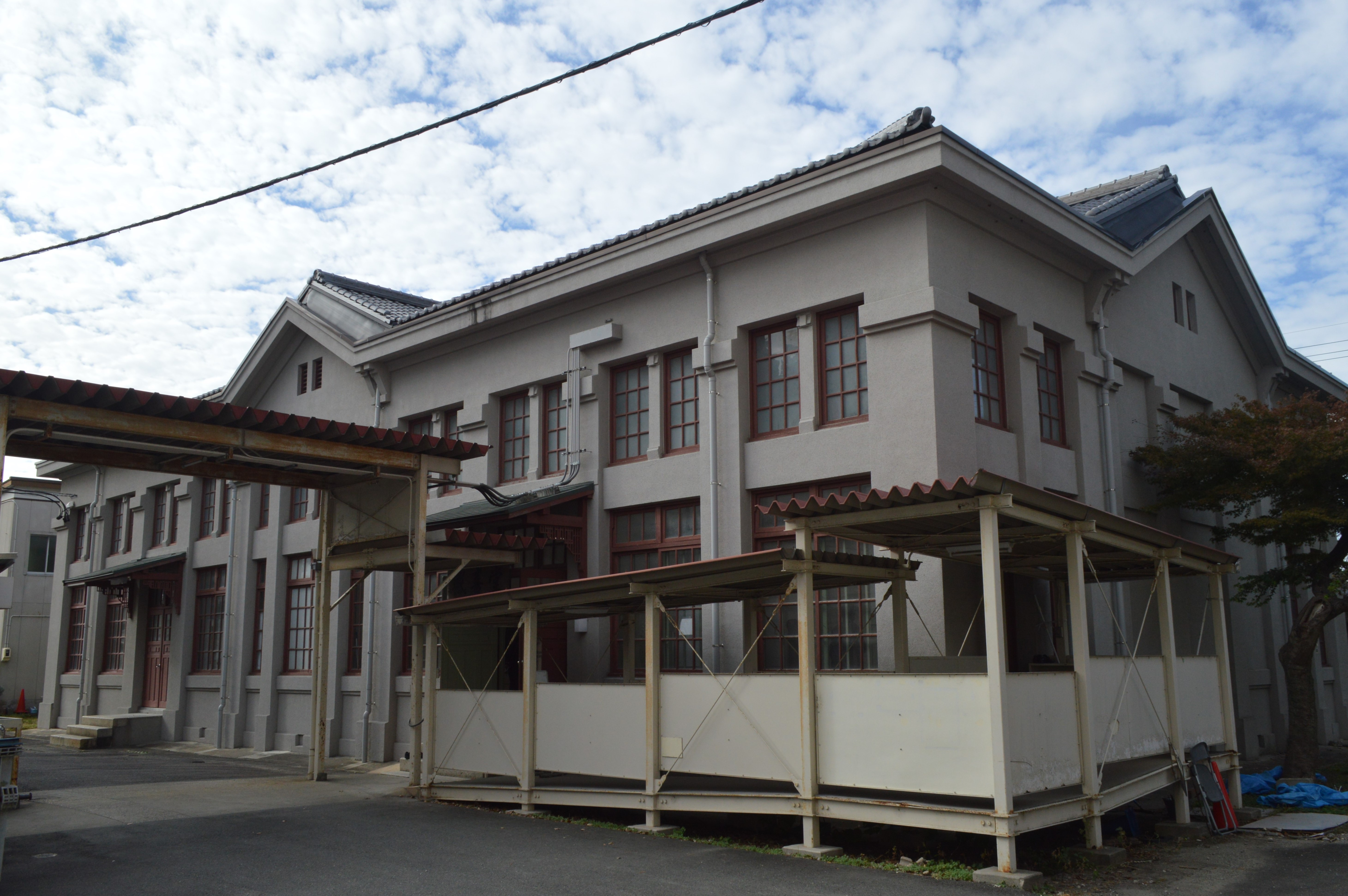
感喜堂の建物外観
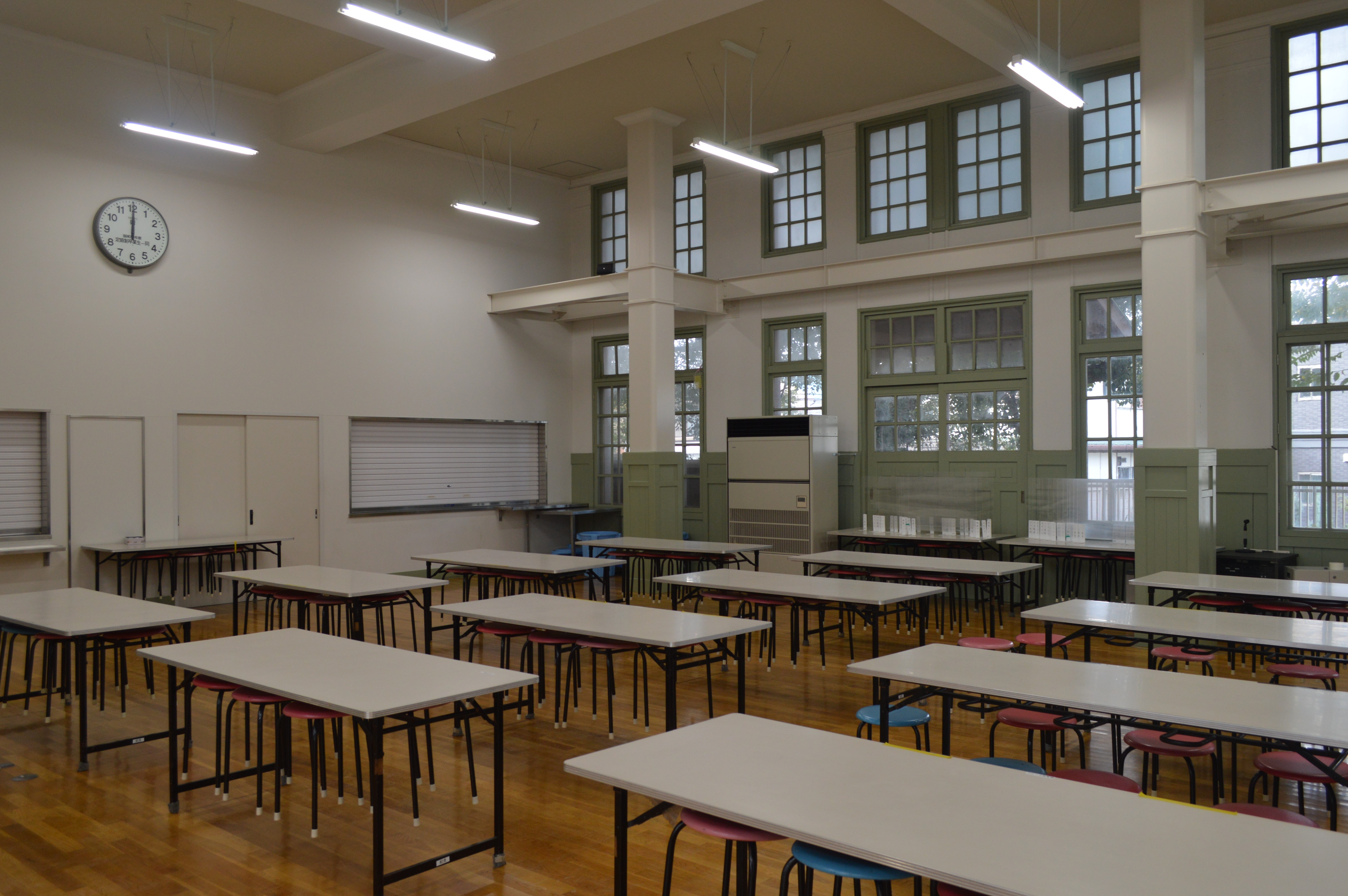
感喜堂の建物内部
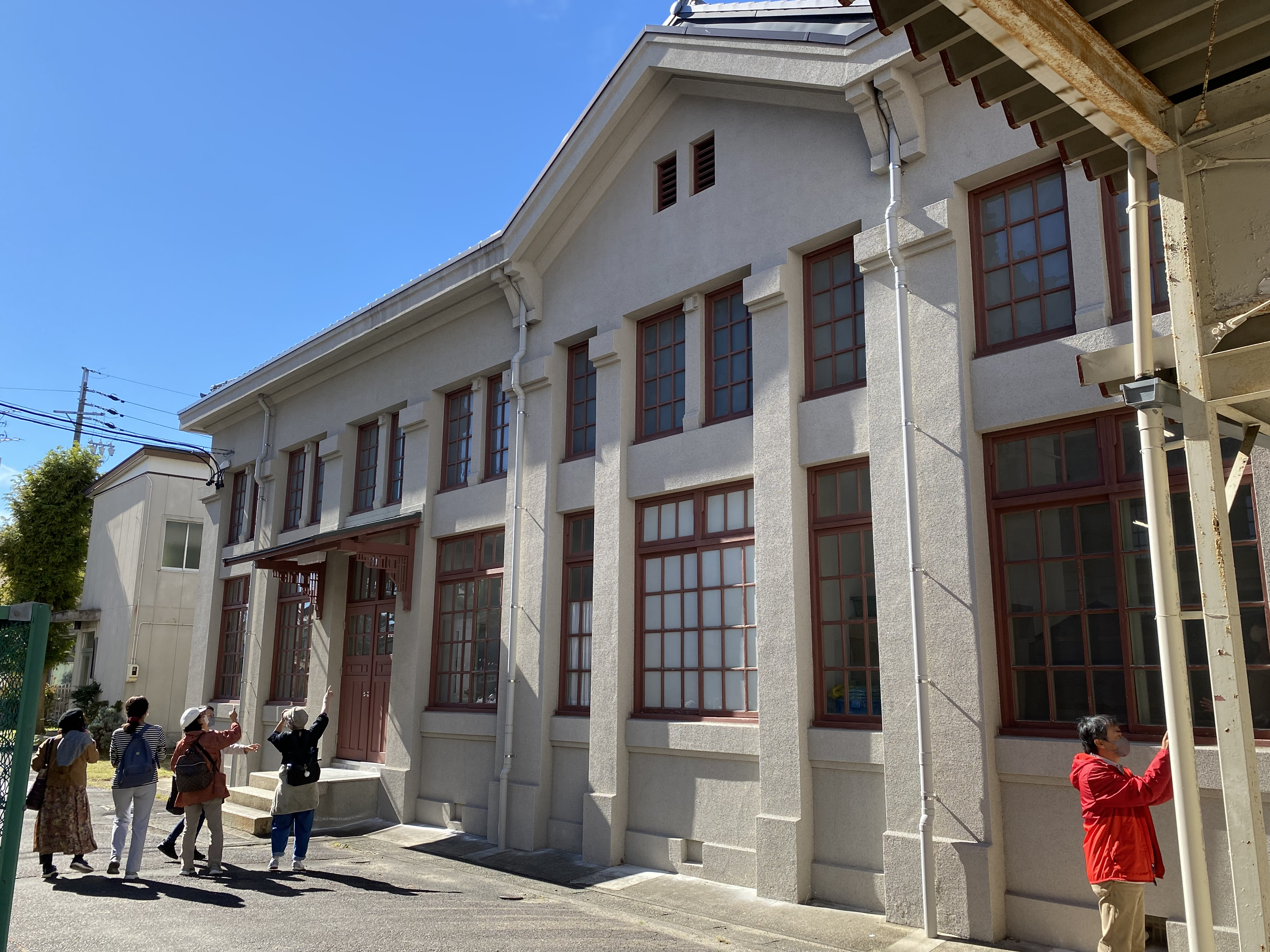
あいたて博の見学会

### 杉原千畝広場（センポ・スギハラ・メモリアル）

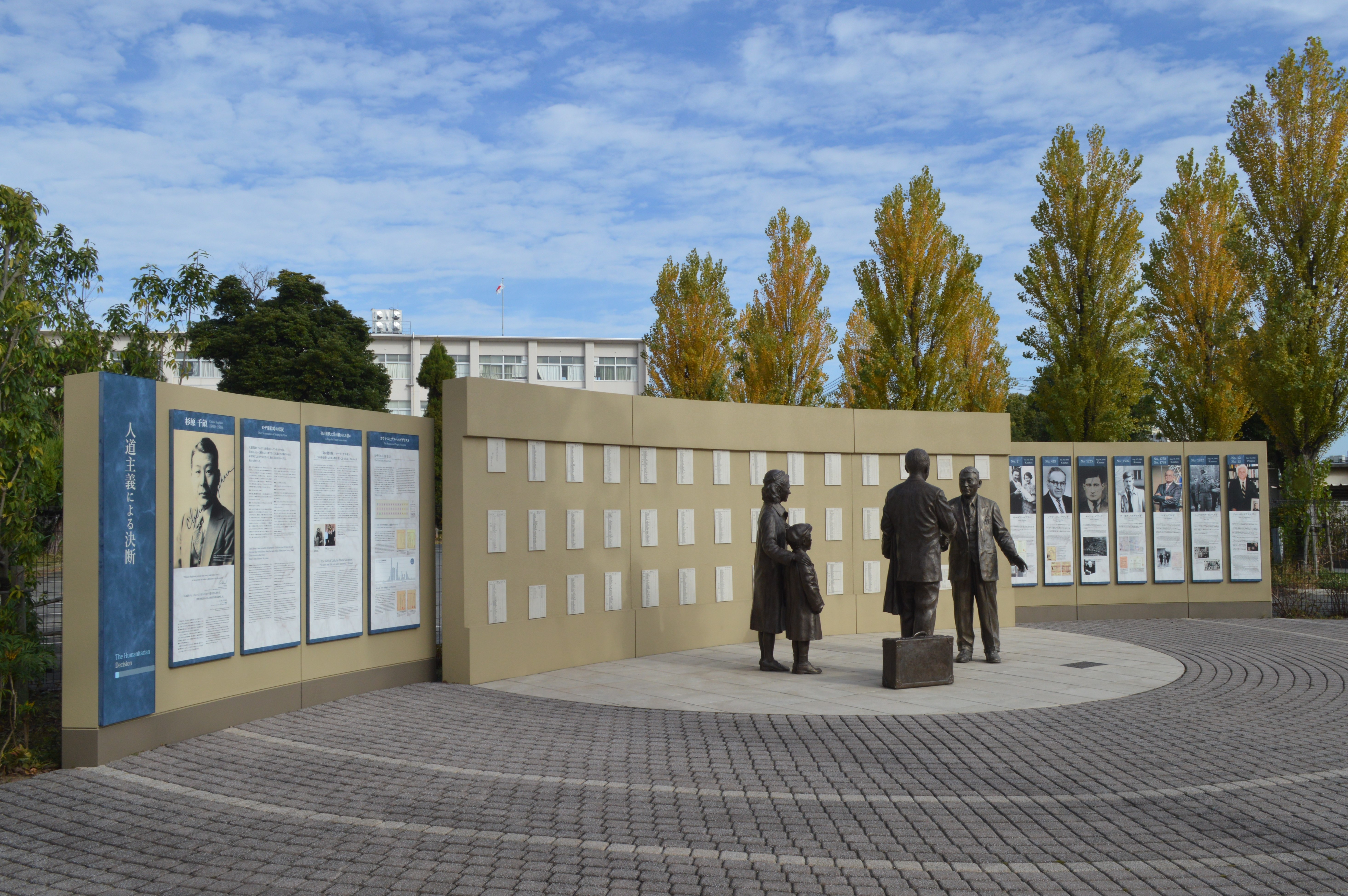
杉原千畝広場

2012年（平成24年）10月16日、イスラエル政府によって杉原千畝を偲ぶオリーブの木の植樹式が挙行され、駐日イスラエル公使が出席した。この植樹式は、当日の「NHKニュース7」で全国放映された。五中山の麓に植樹されている。
杉原千畝の功績を伝えるため顕彰施設が作られることとなった。顕彰施設の名称は公募で、杉原千畝広場（センポ・スギハラ・メモリアル）（英語表記：Chiune Sugihara　Square　AICHI　PREFECTURE　”SEMPO"　SUGIHARA　MEMORIAL）となった。正門西の約475平方メートルの敷地を利用し、1億500万円をかけて執務姿をかたどったブロンズ像や、千畝の発行したビザのリストを記した銘板などが建設された。2018年10月10日に完成し、報道陣に公開され、翌11日には杉原千畝がビザを発行した地であるリトアニア共和国の首相代表団が施設を視察した。12日には駐日イスラエル大使らが参加する完成記念式典が開催された。13日からは一般に公開されている。

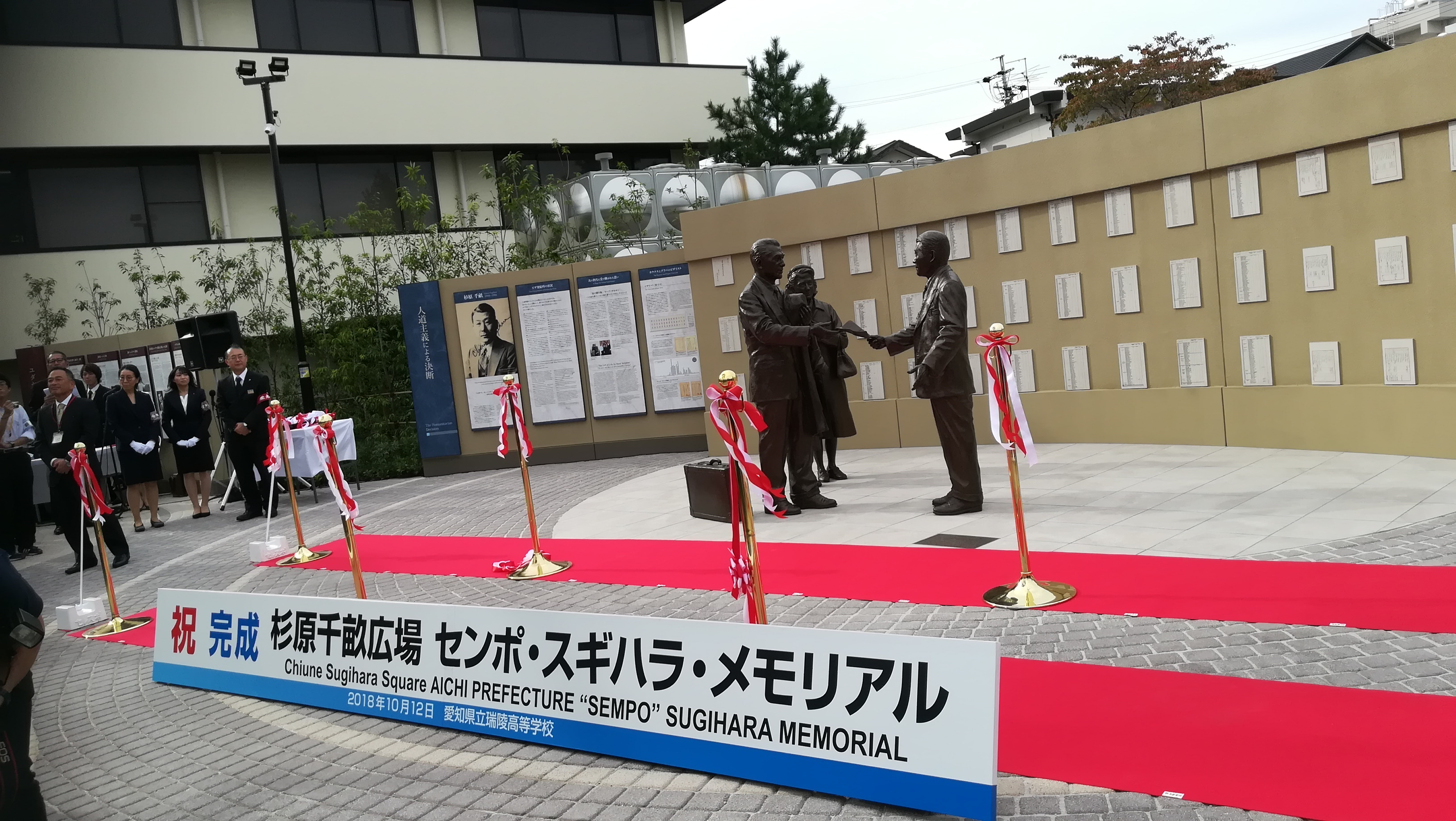
杉原千畝広場の完成記念式典（2018年10月12日）
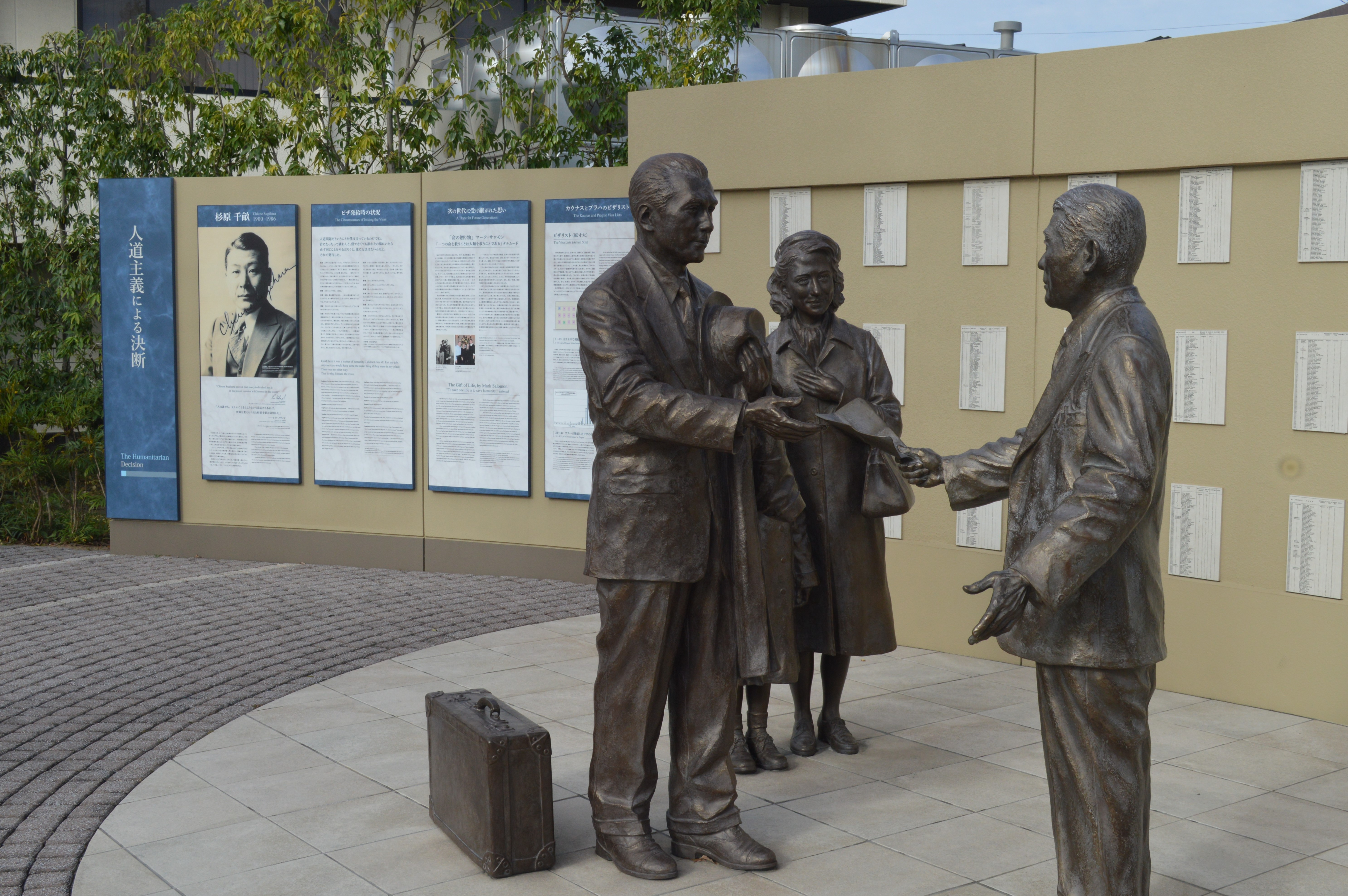
杉原千畝広場

### その他

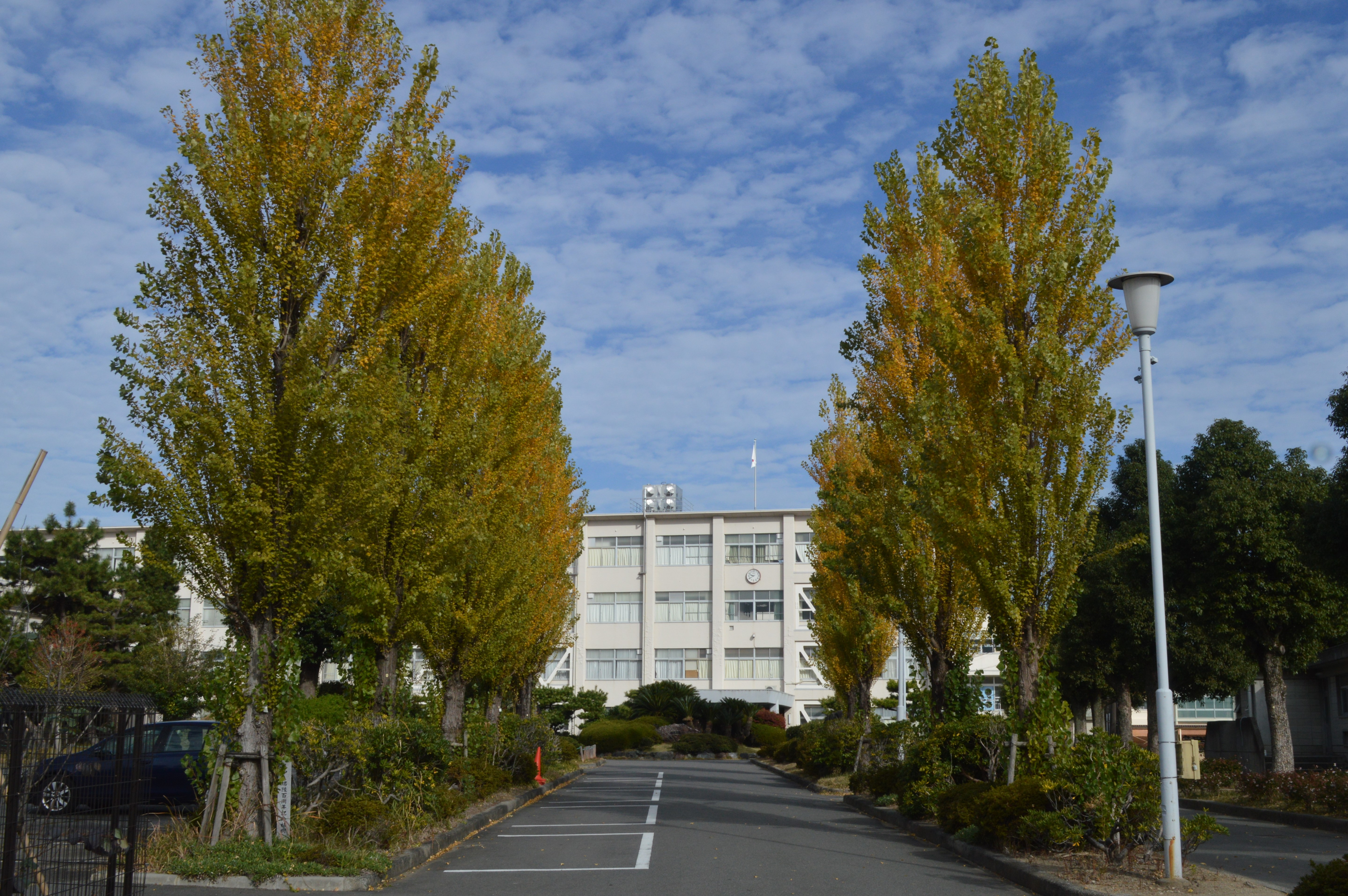
ポプラ並木

- 北海道大学のポプラ並木に由来するポプラ並木[広報 3]がある。
- 五中山という名の模擬古墳がある。
- 学校敷地内に瑞陵会資料室（瑞陵会館）がある。
- 五中の設計は西原吉治郎が担当。
- 体育館と武道場はそれぞれ瑞光館、瑞心堂と称する。
- 五中時代、校地に五中山と呼ばれる古墳があった。

## 伝説
江戸川乱歩にまつわる伝説が数多くある。近年の研究によれば、五中瑞陵の停学第1号、自転車通学第1号はいずれも江戸川乱歩であると推定されている。

## 部活動・同好会
一年生は必ずいずれかの部活動もしくは同好会に加入しなければならない。ラグビー部は第34回全国高等学校ラグビーフットボール大会（花園）に出場し勝利した経験がある。また、硬式野球部は第31回、第32回全国高等学校野球選手権大会（甲子園）出場、第5回国民体育大会優勝をしている。

### 運動部
- バドミントン（男・女）
- 卓球
- バスケットボール（男・女）
- バレーボール（男・女）
- 硬式野球（男）
- テニス（男・女）
- 柔道
- 剣道
- 弓道
- サッカー（男）
- ラグビー（男）
- ハンドボール（男・女）
- 陸上競技
- 水泳
- 山岳
- ソフトボール（女）
- ダンス
- 合気道

### 文化部
- 美術
- 化学
- 生物
- ギター
- 吹奏楽
- 演劇
- Movie Production Club（旧：映画研究部）
- 放送
- 写真
- 茶道
- 華道
- 新聞
- 棋道
- 文芸
- クイズ研究
- インターアクトクラブ（国際交流同好会）

## 著名な出身者

### 政治
- 江口克彦 - 元参議院議員、元PHP総合研究所社長
- 八田広子 - 元参議院議員（日本共産党）
- 伴野豊 - 衆議院議員（立憲民主党）
- 広沢一郎 - 実業家、名古屋市長、元愛知県議会議員[10]
- マック赤坂 - 元東京都港区議会議員、スマイル党総裁
- 伊藤辰夫 - 参議院議員

### 経済
- 大谷武彦 - 元クレオ代表取締役社長
- 緒川修治 - PDエアロスペース創業者・代表取締役
- 兼元謙任 - OKWave創業者・社長
- 中野吉晴 - 元雪印メグミルク社長、元日本乳業協会会長
- 日比英一 - 元中部日本放送常務取締役・アナウンサー
- 松下雋 - 元日本ガイシ社長
- 丸山昌宏 - 毎日新聞グループホールディングス社長、毎日新聞社会長、日本新聞協会会長

### 官僚
- 今井久 - 防衛官僚、防衛事務次官、国家公安委員
- 栗本一夫 - 元最高裁判事
- 杉原千畝 - 外交官、日本で唯一の「諸国民の中の正義の人」受賞者
- 相馬敏夫 - 大蔵官僚、実業家、大蔵省監理局長、明治製糖社長
- 富屋誠一郎 - 財務官僚、国土交通省政策統括官、SBJ銀行社長
- 中村利雄 - 経産官僚、愛知万博協会事務総長、中小企業庁長官

### 軍人・自衛官
- 杉江一三 - 元海軍中佐、第5代海上幕僚長、第2代統合幕僚会議議長

### 学者
- 疇地宏 - 大阪大学教授、元大阪大学レーザーエネルギー学研究センター長
- 安藤壮吾 - 歯科医師、PHIJ Co-Director、日本のデジタルデンティストリーの第一人者
- 大澤文夫 - 生物物理学者、名古屋大学・大阪大学名誉教授、日本学士院会員
- 太田出 - 歴史学者、京都大学大学院人間・環境学研究科教授
- 岡部金治郎 - 物理学者、大阪大学教授
- 尾鍋輝彦 （五中15期）- お茶の水女子大学名誉教授
- 加藤紫帆 - 法学者、東京大学社会科学研究所准教授
- 河村幹夫 - 多摩大学名誉教授、シャーロック・ホームズ研究家、元三菱商事取締役
- 木村吉男 - 経済学者、名古屋市立大学名誉教授、元日本地域学会会長
- 小島鉦作 （五中8期）- 歴史学者、成蹊大学名誉教授
- 瀬木三雄 （五中14期）- 医学者、母子健康手帳創設者、瀬木学園学長
- 谷川徹三 （五中2期）- 哲学者、法政大学総長・名誉教授、文化功労者
- 都留重人 - 経済学者、一橋大学学長・名誉教授、日本学士院会員
- 長澤實導 （五中17期）- 仏教学者、大正大学教授
- 中田平 - 翻訳家、金城学院大学名誉教授
- 西塚泰美 - 医学者、生化学者、神戸大学学長・名誉教授、日本学士院会員
- 沼田智 - 医学者、東邦大学医学部准教授
- 野々村一雄 （五中19期）- 経済学者、一橋大学教授
- 本多顕彰 （五中6期）- 英文学者、評論家、法政大学教授
- 前田專學 - 哲学者、東京大学名誉教授
- 山田卓生 - 法学者、横浜国立大学名誉教授

### 文学
- 江戸川乱歩（平井太郎）（五中1期） - 推理作家
- 川村二郎 - 文芸評論家、ドイツ文学者
- ペリー荻野 - コラムニスト、舞台作家、時代劇研究家
- 本多秋五 （五中15期）- 文芸評論家

### 画家
- 櫻井清香 - 画家、源氏物語絵巻昭和復元模写の作成

### 監督
- 武重邦夫 - 映画監督

### 音楽
- 安藤正容（T-SQUARE） - ミュージシャン
- 吉良知彦 - ミュージシャン

### 芸能
- 武藤章生 - 俳優
- 向井慧 - お笑い芸人（パンサー）

### マスコミ
- 後藤晴菜 - フリーアナウンサー、元日本テレビアナウンサー
- 寺嶌しのぶ - 元CBCアナウンサー、宇野勝（元プロ野球選手）の妻[11]

### スポーツ

#### 野球
- 徳永喜久夫 - 元プロ野球選手（中日ドラゴンズ）
- 一柳忠尚 - 元プロ野球選手（中日ドラゴンズ、大洋ホエールズ)
- 鈴木美嶺 - 元アマチュア野球選手、元東京六大学野球審判員

#### 三段跳び
- 村木征人 - 男子三段跳の選手（メキシコシティオリンピック、ミュンヘンオリンピック)

#### 陸上(走高跳)
- 今井美希 - 女子走高跳の選手（1m96＝日本記録）（シドニーオリンピック）

#### スピードスケート
- 河合季信 - ショートトラックスピードスケート（カルガリーオリンピック、アルベールビルオリンピック銅メダリスト）

## 周辺
- 名古屋大谷高等学校
- 名古屋経済大学高蔵高等学校・中学校
- 名古屋市立瑞穂ヶ丘中学校
- 名古屋市立御劔小学校
- 名古屋市瑞穂区役所
- 名古屋市博物館
- 瑞穂警察署
- 瑞穂消防署
- 瑞穂区役所
- 杉原千畝 人道の道

## 交通アクセス
- 名古屋市営地下鉄桜通線：瑞穂区役所駅下車、徒歩で約5分。
- 名古屋市営バス：「瑞穂区役所」停留所下車、徒歩で約5分。
- 名古屋市営バス：「豊岡通」停留所下車、徒歩で約10分。
- 名古屋市営バス：「瑞陵高校」停留所下車、徒歩ですぐ。